# Prodosia mycha
Prodosia mycha là một loài bướm đêm trong họ Noctuidae.